# 東南極

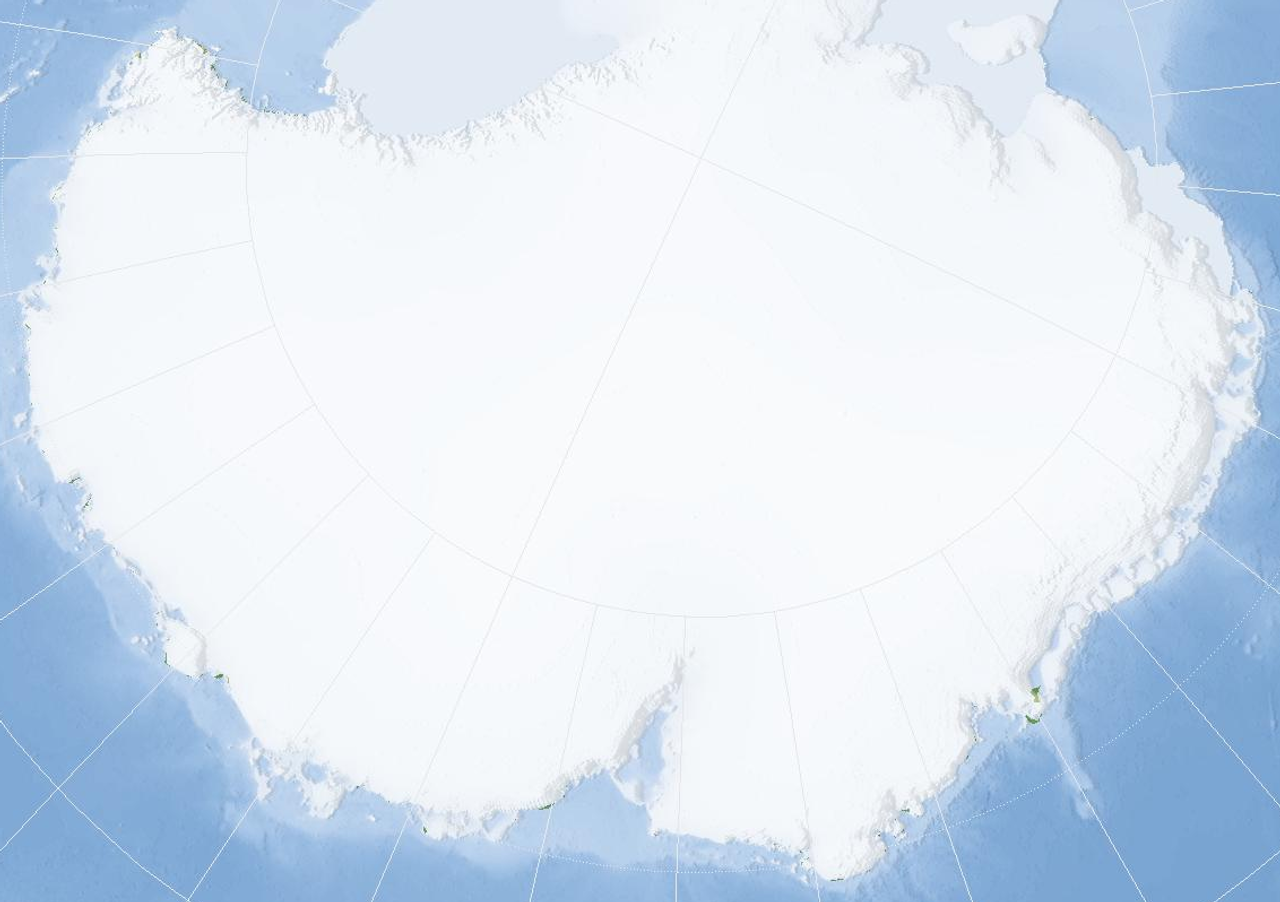
東南極

東南極（ひがしなんきょく East Antarctica）は南極大陸のうち、主に東半球部にある地域を指す。一部は西半球にも含まれる。西南極と対になるものである。当初は子午線を境界にした便宜的な地域分類に過ぎなかったが、地形や地質において西南極と際立った対比を見せている。
東西は南極横断山脈が分断する。南極の地図を用いた簡便な方法は、まず南極点を中心に経度0度を上に経度180度を下に置き、このとき横断山脈がW60度方向から南極点を下を通ってE150度方向へ延びるが、山脈で分断された右側（東半球側）の2/3ほどが東南極である。
南極横断山脈よりインド洋側・大西洋側にあたり、コーツランド、ドロンニング・モード・ランド、エンダービーランド、ウィルクスランド、ヴィクトリアランド等を含む。東南極の語は20世紀初頭には使われていたが、大きく使用され始めたのは1957年から1958年の国際地球観測年の時からである。
東南極はカナダ楯状地やシベリア大陸、イルガーン・クラトン（オーストラリア大陸西部）
などと並ぶ非常に古いクラトンである。西南極と比較して、東南極のほとんどは東南極氷床に覆われ、平均標高約 3,000m の氷床原は南極高原と呼ばれる。ドームAは東南極の最高点（4,093m）だが、ガンブルツェフ山脈を含む地盤は少なくとも 600m は氷の下にある。ボストーク湖は厚さ 4km の氷の下にある淡水の氷底湖で、少なくとも 42万年前から氷の下だったことがわかっている。

## 地図での一覧

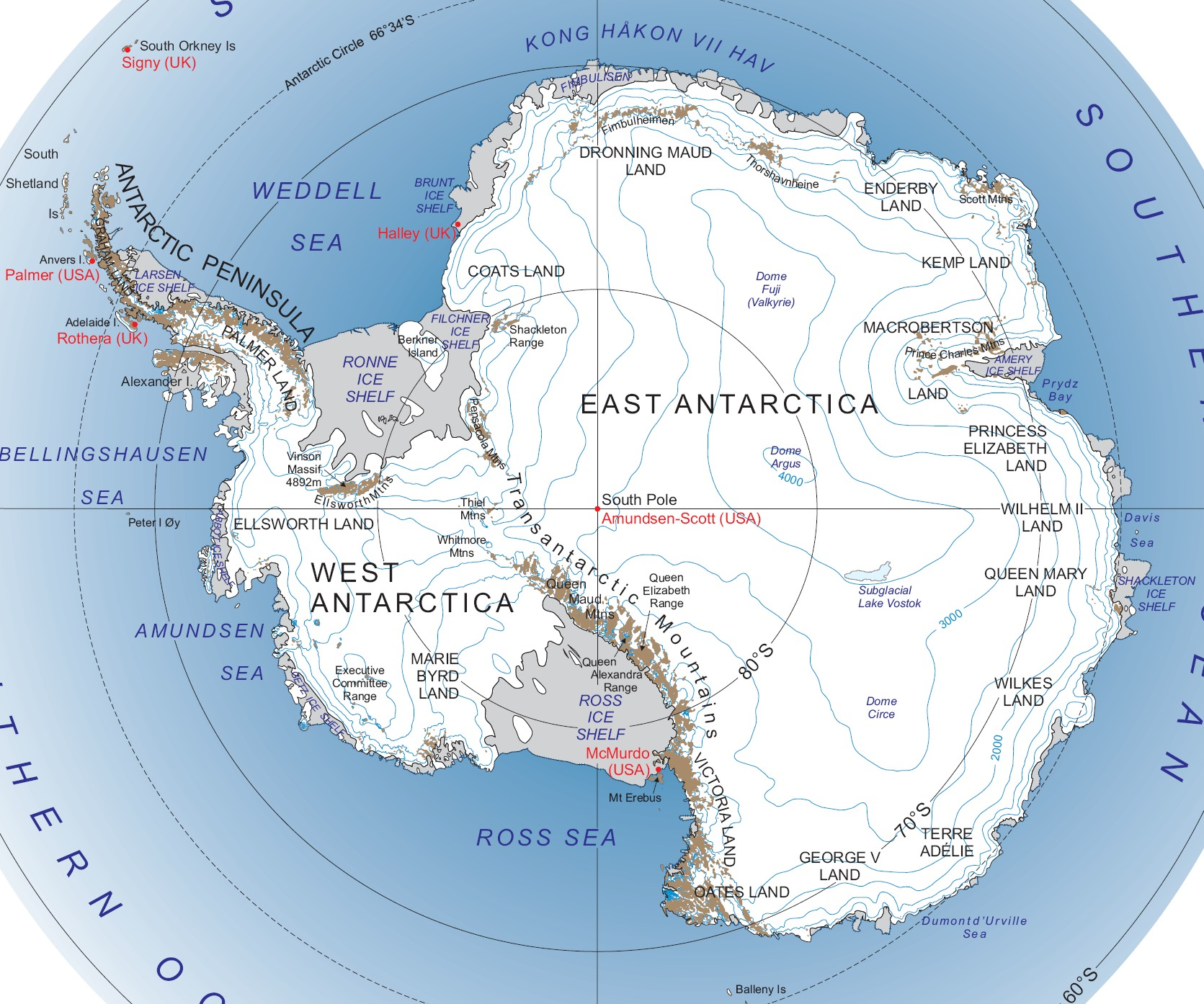
南極地図
ノルウェーが領権を主張するドロンニング・モード（モード王妃）・ランド
オーストラリアが領権を主張する範囲
アデリーランドの範囲
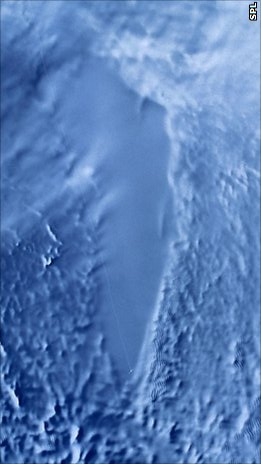
ボストーク湖の衛星写真